# Linx siberià
El linx siberià (Lynx lynx wrangeli), també conegut com linx de Sibèria de l'Est, és una subespècie del linx euroasiàtic que viu a l'Extrem Orient Rus. Viu a les muntanyes Stanovoy i a l'est del riu Ienisei. El 2013, hi havia una població estimada de 5.890 individus madurs a l’Extrem Orient Rus. Les seves preses inclouen els cabirols siberians. El linx siberià és la segona subespècie més comuna de linx euroasiàtic. Segons un estudi realitzat sobre la mortalitat del linx euroasiàtic, el linx siberià assoleix una edat mitjana de 15 anys.